# جورج براون
جورج براون (بالإنجليزية George Brown)، أحد أهم وأبرز الشخصيات السياسية والكونفدرالية وفي تاريخ الصحافة الكندية وهو اسكتلندي المولد هاجر إلى كندا، يعتبر سياسيا فذا وأحد آباء الكونفدرالية، ولد في 9 مايو 1818 وتوفي في 29 نوفمبر 1880)؛ حضر مؤتمرات شارلوت تاون سبتمبر 1864 وكيبيك أكتوبر 1864 . وقد كان من بين أول الدعاة إلى إصلاح سياسي، وكان أيضا مؤسس ورئيس تحرير صحيفة تورونتو جلوب، وهي اليوم معروفة باسم جلوب اند ميل، بعد أن اندمجت مع صحف أخرى.

## السيرة
ولد براون في ألوا (Alloa)، ب كلاكمانانشيري (Clackmannanshire)، باسكتلندا، في 29 نوفمبر 1818م وهاجر إلى كندا في عام 1843، بعد إدارة عملية الطباعة في مدينة نيويورك مع والده. أسس جريدة الراية The banner في عام 1843، وجريدة العالم The Globe في عام 1844، والتي سرعان ما أصبحت صحيفة الإصلاح الرائدة في مقاطعة كندا.
وفي عام 1848، تم تعيينه لرئاسة لجنة ملكية لدراسة اتهامات سوء السلوك الرسمي في مقاطعة السجون مقاطعة في كندا العليا في كينغستون. وتضمن تقرير براون الذي صيغ في وقت مبكر في عام 1849 أدلة كافية على الإساءة، إلى تحميل مسؤولية مأمور هنري سميث وتسريحه من المهام المنوطة به، حيث كشف براون عن الظروف السيئة في سجون كينغستون، وقد انتقد كينغستون بشدة من قبل جون ماكدونالد وساهم في العلاقة المتوترة بين اثنين من رجال الدولة الكندية.

## الصحافة والممارسة السياسية
أسس جورج براون صحيفة «جلوب اند ميل» بالإنجليزية The Globe and Mail، الصحيفة ذات التأثير السياسي القوي على الرأي العام المحلي. استطاع بروان أن يزيح العديد من المنافسين من خلال شراء الجرائد المنافسة وضخ الدورة الدموية في القطاع الصحفي باستخدام التكنولوجيا المتقدمة.
في عام 1850، بعد تثبيت خطاه داخل المشهد الإعلامي الكندي قرر جورج براون الدخول في السياسة، وأصبح زعيم حزب الإصلاح، الذي وصل في النهاية إلى اتفاق أدى إلى الاتحاد وتأسيس دومينيون كندا. بعد ذلك استقال من البرلمان، ولكن نشاطه استمر في تعزيز آرائه السياسية في «غلوب»(The Globe).
كما خاض معارك طويلة جدا مع الاتحاد المطبعي امتدت بين سنوات 1843 إلى 1872.وقد دفع أجور الاتحاد ليس بسبب كرمه ولكن فقط عند اشتداد قوة ضغوط الاتحاد المطبعي.

## الاغتيال
في عام 1880 قتل جورج براون بطلق ناري على يد أحد الموظفين السابقين المتطرفين في الاتحاد المطبعي.

## وصلات خارجية
- جورج براون على موقع الموسوعة البريطانية (الإنجليزية)